# Arvid Jorm
Arvid Kornelius Jorm, född 12 oktober 1892 i Göteborg, död 1964 i Göteborg, var en svensk målare och grafiker.
Han var son till handlaren Herman Johansson och Olivia Andersson och gift 1927-1942 med Margit Falkman Jorm studerade konst för Axel Erdmann och Birger Simonsson vid Valands målarskola i Göteborg, samt för Astrid Holm i Köpenhamn och under studieresor till Italien, Frankrike och Nordafrika. Separat ställde han ut första gången i Göteborg 1921 och tillsammans med Fritiof Swensson ställde han ut på Lorensbergs konstsalong 1949 och tillsammans med Åke Dalberg i Borås 1939. Han medverkade i samlingsutställningarna Parisgruppen och Independenternas salong i Paris. I Sverige medverkade han i utställningar på Konstnärshuset, Halmstads museum, Göteborgs konsthall och han var representerad i Riksförbundet för bildande konsts vandringsutställning Västsvenskt måleri. Bland hans offentliga arbeten märks målningar för Skövde tingshus, Liseberg i Göteborg och en komposition från skeppsbyggeriet vid Göteborgs yrkesskola. Hans konst består av stilleben, figurstudier, porträtt, landskap, kust- och hamnbilder i olja, akvarell, träsnitt, litografi och etsningar. Jorm är representerad vid Moderna museet, Gävle museum, Hudiksvalls museum Göteborgs konstmuseum och Sandvikens museum.